# Mauricio Hadad
Mauricio Hadad (Cali, Valle del Cauca, 7 de diciembre de 1971) es un extenista colombiano.

## Biografía
Hadad es de origen libanés. Es un tenista diestro que se convirtió en profesional en 1988 y alcanzó su mejor clasificación individual en el ranking de la ATP el 11 de septiembre de 1995, cuando se convirtió en el número 78 de la clasificación mundial. Es el único tenista colombiano en la historia que ha ganado un título ATP Tour en individuales. Su mejor actuación en un Grand Slam llegó en el Abierto de Australia de 1996 y en el Abierto de EE. UU. de 1995 donde alcanzó la tercera ronda.
Hadad participó en 20 equipos colombianos para la Copa Davis desde la edición de 1989-2001, logrando un récord de 23-5 en singles y un récord de 12-6 en dobles.
Hadad fue entrenador de la tenista rusa ex número 1 del mundo María Sharápova. En la actualidad es el entrenador de la tenista colombiana Emiliana Arango.